# 7 dar
7 dar är Medinas andra album från 2007. Låtarna är på svenska, arabiska och franska. På vissa eller alla upplagor av albumet är spåret Wahsachni översatt till "Saknad" på baksidan. Detta är felaktigt, och det är i själva verket spåret Wahda som ska ha denna översättning.

## Spårlista
| Spår | Låt Titel           | Producent/er               | Medverkande Gäst/er          | Tid   |
| ---- | ------------------- | -------------------------- | ---------------------------- | ----- |
| 1    | 7 Dar (Intro)       | Charlie Bernardo           |                              | 03:20 |
| 2    | Nordafrika          | Sam-E, Alibi & C. Bernardo |                              | 03:31 |
| 3    | Tjockt Adjibe       | Sam-E & Alibi              |                              | 03:53 |
| 4    | Mahleha             | Sam-E & Alibi              |                              | 03:26 |
| 5    | 7 Dar (Skit 1)      | Sam-E & Alibi              |                              | 01:17 |
| 6    | Pusha Den           | Sam-E, Alibi & C. Bernardo |                              | 03:27 |
| 7    | Elektricitet        | Sam-E, Alibi & C. Bernardo |                              | 04:10 |
| 8    | Vart?               | Charlie Bernardo           | Timbuktu & Supreme           | 04:23 |
| 9    | Wahsachni           | Sam-E & Alibi              | Khaled El Masri(akta mattan) | 03:39 |
| 10   | Lugna Favoriter     | Charlie Bernardo           |                              | 03:45 |
| 11   | 7 Dar (Skit 2)      | Sam-E & Alibi              |                              | 01:28 |
| 12   | Je T'aim La Musique | Sam-E & Alibi              |                              | 03:45 |
| 13   | Bouckha Song        | Sam-E & Alibi              |                              | 03:26 |
| 14   | Magiska Mattan      | Sam-E & Alibi              |                              | 03:47 |
| 15   | Tegere              | Sam-E & Alibi              | Daz Starz & Ahhyea           | 04:12 |
| 16   | Galbi Safi          | Sam-E & Alibi              |                              | 03:45 |
| 17   | Blod E Blod         | Sam-E, Alibi & C. Bernardo |                              | 04:40 |
| 18   | Om & Om Igen        | Sam-E & Alibi              | Pauline                      | 03:37 |
| 19   | 7 Dar (Skit 3)      | Sam-E & Alibi              |                              | 01:17 |
| 20   | Wahda (Saknad)      | Charlie Bernardo           | Khaled El Masari/akta mattan | 04:37 |